# سگ‌های شکاری عشق
«سگ‌های شکاری عشق» (به انگلیسی: Hounds of Love) آلبومی از هنرمند اهل بریتانیا کیت بوش است که در سال ۱۹۸۵ میلادی منتشر شد.
این آلبوم در چارت‌های ، در رتبه اول و در چارت‌های ، جزو ده آلبوم اول قرار گرفت.